# Hong Bao (Seefahrer)

Die 7. Reise von Zheng He. Eine mögliche Route von Hong Baos Schiffen ist als durchbrochene Linie eingezeichnet, nach Edward L. Dreyer.

Hong Bao (chinesisch 洪保, Pinyin Hóng Bǎo; fl. ~ 1412–1433) war ein chinesischer Eunuch, der im Zuge der Expeditionen der Schatzschiffe während der Herrschaft des Yongle-Kaisers und des Xuande-Kaisers in der Ming-Dynastie auf diplomatische Missionen entsandt wurde. Er war Kommandant einer Schwadron von Zheng Hes Flotte bei der siebten Reise der Flotte im Indischen Ozean 1431 bis 1433.

## Karriere
Die Míng Shǐ (明史, „Geschichte der Ming“) berichtet, das Hong Bao 1412 (also irgendwann zwischen der dritten und vierten Reise von Zheng He) vom Yongle-Kaiser als Gesandter nach Thailand geschickt wurde.
1421 nahm Hong Bao an der sechsten Reise von Zheng He teil, bei der ausländische Gesandte in ihre Heimatländer zurückgebracht wurden, zum Tiel bis nach Ormus.

## Die siebte Reise von Zheng He
||Hong Baos Name taucht 1431 auf der Inschrift auf der Liujiagang Stele von Zheng He in Liujiagang auf, die verfertigt wurde, bevor die Flotte China auf der siebten (letzten) Reise zum „Westlichen Ozean“ (Indischen Ozean) verließ. Laut der Inschrift waren die beiden Leiter der Mission (正使, Principal Envoys) die Eunuchen Zheng He und Wang Jinghong. Hong Bao war einer von fünf „Fushi“ (副使, Assistant Envoys) zusammen mit Zhu Liang, Zhou Man, Yang Zhen und Zhang Da. Hong Bao, wie auch alle anderen Gesandten außer Zhang Da, hatten den Eunuchen-Rang eines „Taijian“ (太監, Grand Director).
Das meiste, was wir über Hong Bao wissen, stammt aus einem Buch des Übersetzers Ma Huan, der in der Schwadron diente. Laut Edward L. Dreyers Analyse der erhaltenen Quellen zur Reise kommandierte Hong Bao eine Schwadron, die sich wahrscheinlich in Semudera im Norden von Sumatra von der Hauptflotte trennte (eventuell schon früher in Qui Nhon in Champa). Die Schwadron begab sich dann nach Bengalen und später nach Calicut in Süd-Indien, wohin die Hauptflotte direkt über den Golf von Bengalen gesegelt war.
Während die Hauptflotte Calicut in Richtung auf Ormus im Persischen Golf verließ, segelte Hong Baos Schwadron von Calicut zu verschiedenen Zielen an der Westküste des Arabischen Meeres im südlichen Arabien und am Horn von Afrika, unter anderem Aden und Mogadischu. Vor dem Verlassen von Calicut sandte Hong Bao sieben seiner Seeleute, unter anderem Ma Huan, nach Mekka und Medina an Bord eines einheimischen Schiffes mit dem Ziel Dschidda.

## Grab
Im Juni 2010 verkündete der Leiter des Archaeology Department am Nanjing-Museum, Wang Zhigao, dass ein Grab der Ming-Dynastie, welches kürzlich am Berg Zutangschan (祖堂山) im Jiangning District von Nanjing entdeckt worden war, identifiziert worden ist als Grab von Hong Bao (und nicht, wie ursprünglich angenommen von Zheng He).

## In der Populärkultur
Der Amateurhistoriker Gavin Menzies behauptet in seinem Buch 1421: The Year China Discovered the World, dass Hong Bao auch Reisen nach Antarktika und Australien unternommen habe.